# Bierné
Bierné – miejscowość i dawna gmina we Francji, w regionie Kraj Loary, w departamencie Mayenne. W 2013 roku populacja ówczesnej gminy wynosiła 690 mieszkańców. 
W dniu 1 stycznia 2019 roku z połączenia czterech ówczesnych gmin – Argenton-Notre-Dame, Bierné, Saint-Laurent-des-Mortiers oraz Saint-Michel-de-Feins – powstała nowa gmina Bierné-les-Villages. Siedzibą gminy została miejscowość Bierné. 